# نبيل الهتاري
نبيل الهتاري (مواليد عام 1993م، محافظة ذمار) كاتب وباحث وناشط سياسي يمني. له العديد من الكتابات والأبحاث وشارك في الكتابة الصحفية في عدد من المواقع والصحف والمجلات العربية والدولية، كالقدس العربي، ورأي اليوم، وساسة بوست، ومدونات الجزيرة، والمصدر أونلاين، وغيرها من المواقع المختلفة. له العديد من الدراسات البحثية وخاصة ما يتعلق الحراك الشبابي العربي، والساحة السياسية اليمنية وشارك في عدد من الندوات المحلية والدولية.
بدأ نشاطه السياسي خلال العام 2013م ، متأثراً بالحراك العربي نحو التغيير في العديد من الدول.